# Overhuset
Overhuset (engelsk: House of Lords, fulde navn: The Right Honourable the Lords Spiritual and Temporal of the United Kingdom of Great Britain and Northern Ireland in Parliament assembled) også kendt som House of Peers udgør sammen med andetkammeret Underhuset (House of Commons) Storbritanniens parlament. Overhuset har 742 medlemmer og har ligesom Underhuset sæde i Palace of Westminster i London. 
Overhuset har siden 1911 ikke haft mulighed for at blokere for vedtagelsen af lovgivning hvis Underhuset har vedtaget forslaget og har derfor ikke nogen reel politisk magt. 

## Medlemskab
Oprindelig var medlemskab af Overhuset arveligt, idet adelige besad pladserne, men efter en række reformer består Overhuset hovedsagelig af medlemmer der er udpeget af premierministeren. Under 100 har i dag arvet embedet. 26 af medlemmerne tilhører gruppen Lords Spiritual: de øverste gejstlige ledere i den anglikanske kirke. 
Pr. marts 2009 havde House of Lords 742 medlemmer, hvilket er 96 mere end Underhuset, der har 646. 

## Politisk magt
Tidligere fungerede Overhuset som appelret i straffe- og civile retssager, men denne ordning blev afskaffet pr. oktober 2009. I dag gennemfører det lovtekniske undersøgelser af regeringslovforslag og har siden 1911 ikke haft mulighed for at blokere for vedtagelsen af lovgivning hvis Underhuset har vedtaget forslaget.
Overhusets magt er op gennem det 20. århundrede blevet gradvis svækket, og i dag er kammerets indflydelse på britisk politik mindre end nogensinde. Debatten om institutionens fremtid har verseret længe, bl.a. har partiet Labour længe ønsket at afskaffe kammeret. I 2007 stemte et flertal i Underhuset for et vejledende forslag om at alle medlemmer af Overhuset skulle vælges.

## Eksterne Henvisninger
- Houses of Parliament

51°30′N 0°07′V / 51.5°N 0.12°V